# Ronneby BK
Ronneby BK är en fotbollsklubb från Ronneby i Blekinge. Klubben grundades 1933 och hette först Glasbackens AIS. 1940 bytte klubben namn till Ronneby BK och 1943 gick IFK Ronneby upp i klubben, vilket lade grunden till dagens fotbollsförening. Ronneby BK har spelat en säsong i Sveriges näst högsta division i fotboll 2022/23. 